# Cratere Cooper
Cooper è un cratere lunare di 51,87 km situato nella parte nord-occidentale della faccia nascosta della Luna, ad est del grande cratere d'Alembert, e a ovest-sud-ovest del cratere Chappell.
Cooper è stato fortemente eroso da impatti successivi ed ora è poco più di una depressione irregolare, anche se i modesti resti del bordo possono ancora essere identificati sulla superficie accidentata. Numerosi piccoli crateri si trovano sul margine e sulle pendici interne, intervallati da una corona di basse creste. Il pianoro interno è appena meno accidentato della superficie circostante, e presenta un gruppo di piccoli impatti vicino al margine nordorientale.
Il cratere è dedicato al giurista statunitense John Cobb Cooper.

## Crateri correlati
Alcuni crateri minori situati in prossimità di Cooper sono convenzionalmente identificati, sulle mappe lunari, attraverso una lettera associata al nome.
| Cooper | Coordinate             | Diametro (in km) |
| ------ | ---------------------- | ---------------- |
| G      | 52°25′12″N 178°45′36″E | 19,47            |
| K      | 50°51′36″N 178°05′24″E | 32,23            |